# Hunsekoppa, Sorab
Hunsekoppa là một làng thuộc tehsil Sorab, huyện Shimoga, bang Karnataka, Ấn Độ.